# Snow Waltz
Snow Waltz to szósty album studyjny  amerykańskiej skrzypaczki Lindsey Stirling, wydany 7 października 2022 r. Będzie to  drugi świąteczny album po wydaniu Warmer in the Winter w 2017 roku. Album został nagrany w Los Angeles i wyprodukowany przez Gladiusa, znanego ze współpracy z Demi Lovato i Justinem Bieberem. Album zawiera mieszankę coverów i oryginalnych utworów
Pierwszy singiel, Ice Storm, został wydany na YouTube 25 sierpnia

## Lista utworów[3]
| 1       | Sleigh Ride                          | 3:02  |
| 2.      | God Rest Ye Merry Gentlemen          | 3:16  |
| 3.      | Crazy for Christmas ft. Bonnie McKee | 3:44  |
| 4.      | Feliz Navidad                        | 3:22  |
| 5.      | Joy to the World Intro               | 0:21  |
| 6.      | Joy to the World                     | 3:06  |
| 7.      | Snow Waltz                           | 3:08  |
| 8.      | Christmas Time With You ft. Frawley  | 3:20  |
| 9.      | Little Dummer Boy                    | 3:52  |
| 10.     | Oh Come Emmanuel                     | 3:31  |
| 11.     | Oh Holy Night                        | 4:16  |
| 12.     | Magic ft. David Archuleta            | 3:29  |
| 13      | Deck the Halls                       | 3:26  |
| 14      | Ice Storm                            | 3:07  |
| Długość | Długość                              | 45:00 |

### Edycja rozszerzona[7]
| 14      | Manger / Noel (Medley)        | 4:16  |
| 15      | Dreidel (Medley)              | 3:33  |
| 16      | Yuletide Regale               | 3:11  |
| 17      | We Wish You A Merry Christmas | 3:25  |
| Długość | Długość                       | 59:25 |